# Геймдаль (марсіанський кратер)
Геймдаль (англ. Heimdal; норв. Heimdal) — порівняно недавній і невеликий метеоритний кратер у квадранглі Mare Boreum на Марсі. Він лежить у Великій Північній рівнині на 68.33° північної широти й 124.56 західної довготи біля холмистої місцевості Scandia Colles. Його названо на честь норвезького міста Геймдаль. Кратер розташований приблизно в 20 кілометрах від місця посадки Фенікса. Уважають, що площу місцини вкриває вивержена порода, що з’явилася внасілодк удару метеорита приблизно 600 мільйонів років тому.

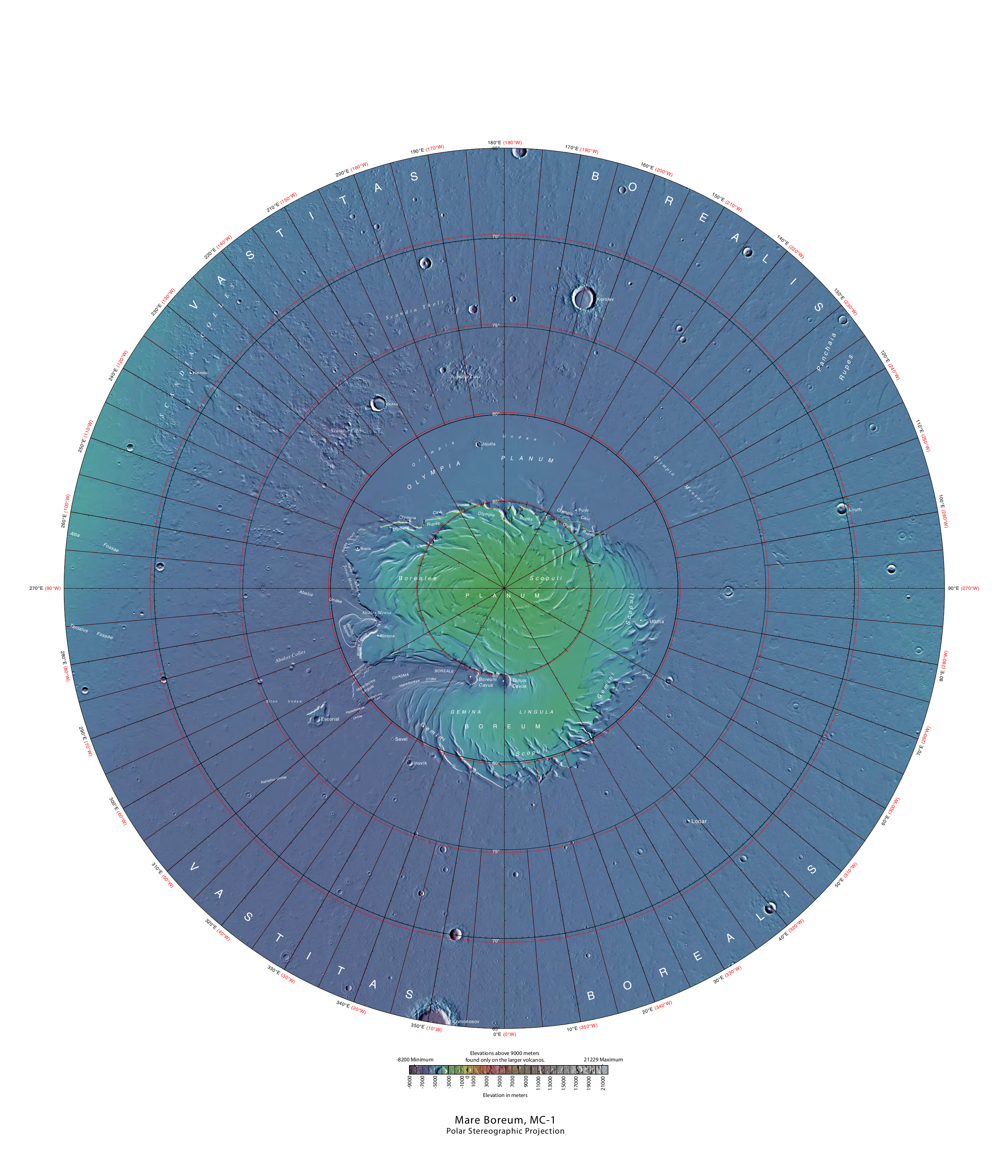
Квадрангл Mare Boreum. Кратер Геймдаль розташований лівобіч угорі.